# Stefania Baruch
Stefania Baruch (* 26. November 1891 in Łódź; † 22. Januar 1963 in Tarnów) war eine polnische Musikerin und Überlebende der nationalsozialistischen Verfolgung.

## Leben
Vor ihrer Deportation lebte Stefania Baruch bei ihrer Familie in Tarnów. Am 27. April 1942 wurde sie von hier nach Auschwitz deportiert. Mit der Aufstellung des Mädchenorchesters von Auschwitz im April 1943 wurde sie zweites Mitglied und spielte dort Gitarre und Mandoline. Die Dirigentin des Orchesters, Zofia Czajkowska, war gemeinsam mit ihr aus Tarnów deportiert worden. Später übernahm sie mit der Blockältesten Czajkowska die Blockaufsicht. Bis zur Auflösung im Oktober 1944 spielte sie im Orchester. Gemeinsam mit anderen Musikerinnen des Mädchenorchesters, unter anderem mit Esther Bejarano, kam sie Anfang 1945 nach Ravensbrück in das Frauen-Konzentrationslager.
Sie überlebte den Krieg und kehrte nach Tarnów zurück, wo auch Zofia Czajkowska lebte.